# Cadillac Museum Hachenburg

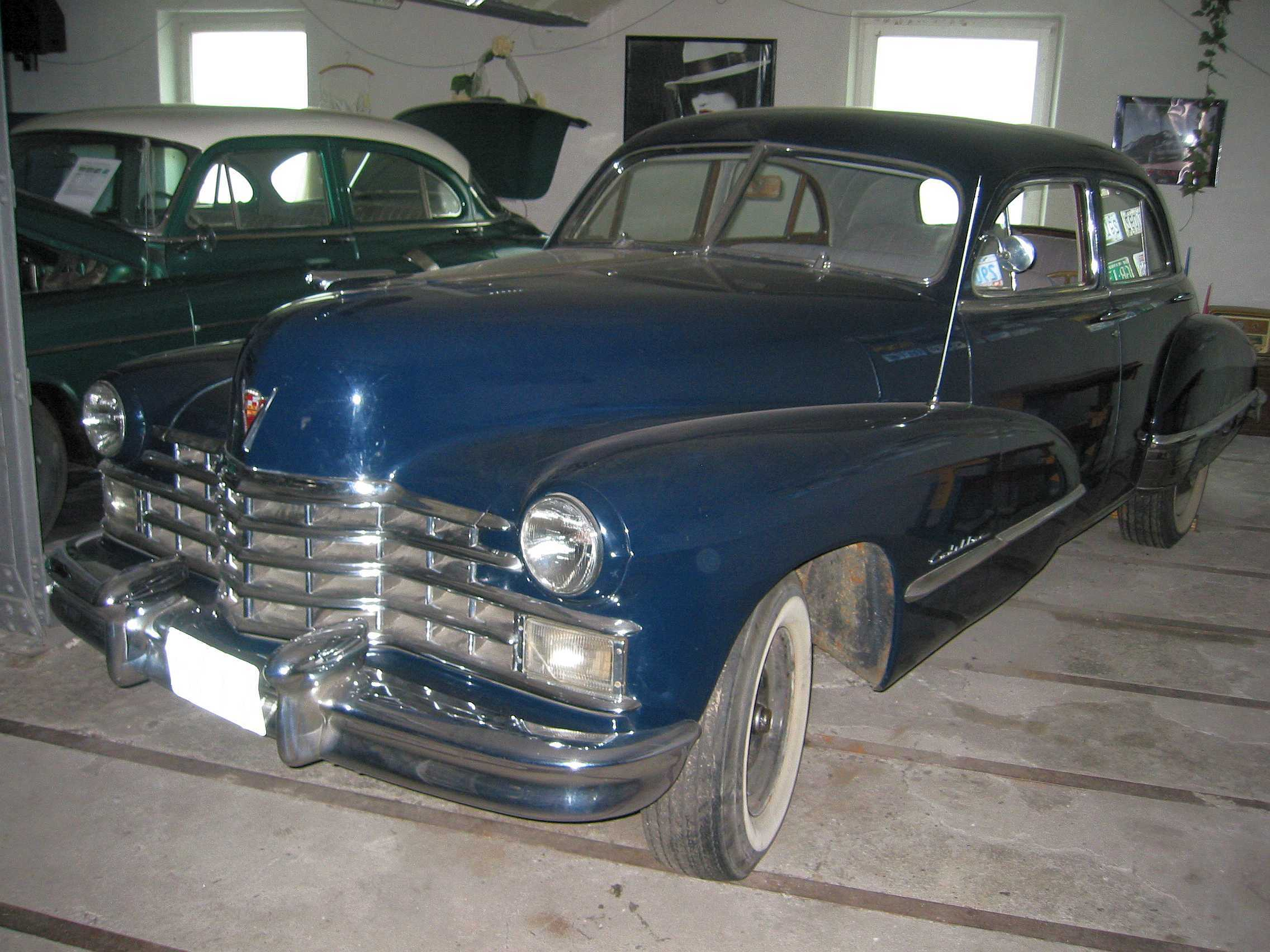
Cadillac von 1947

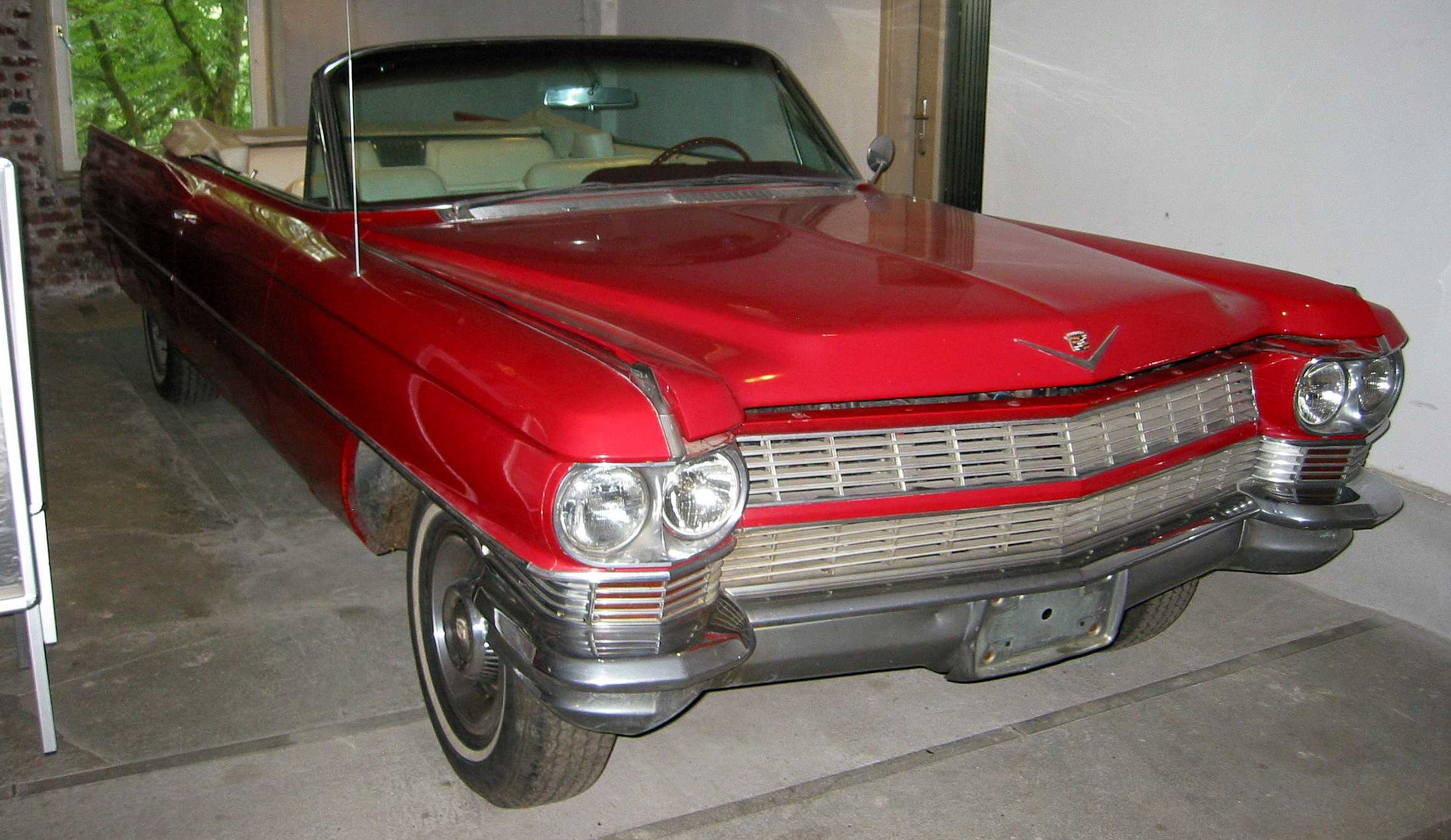
Cadillac von 1964

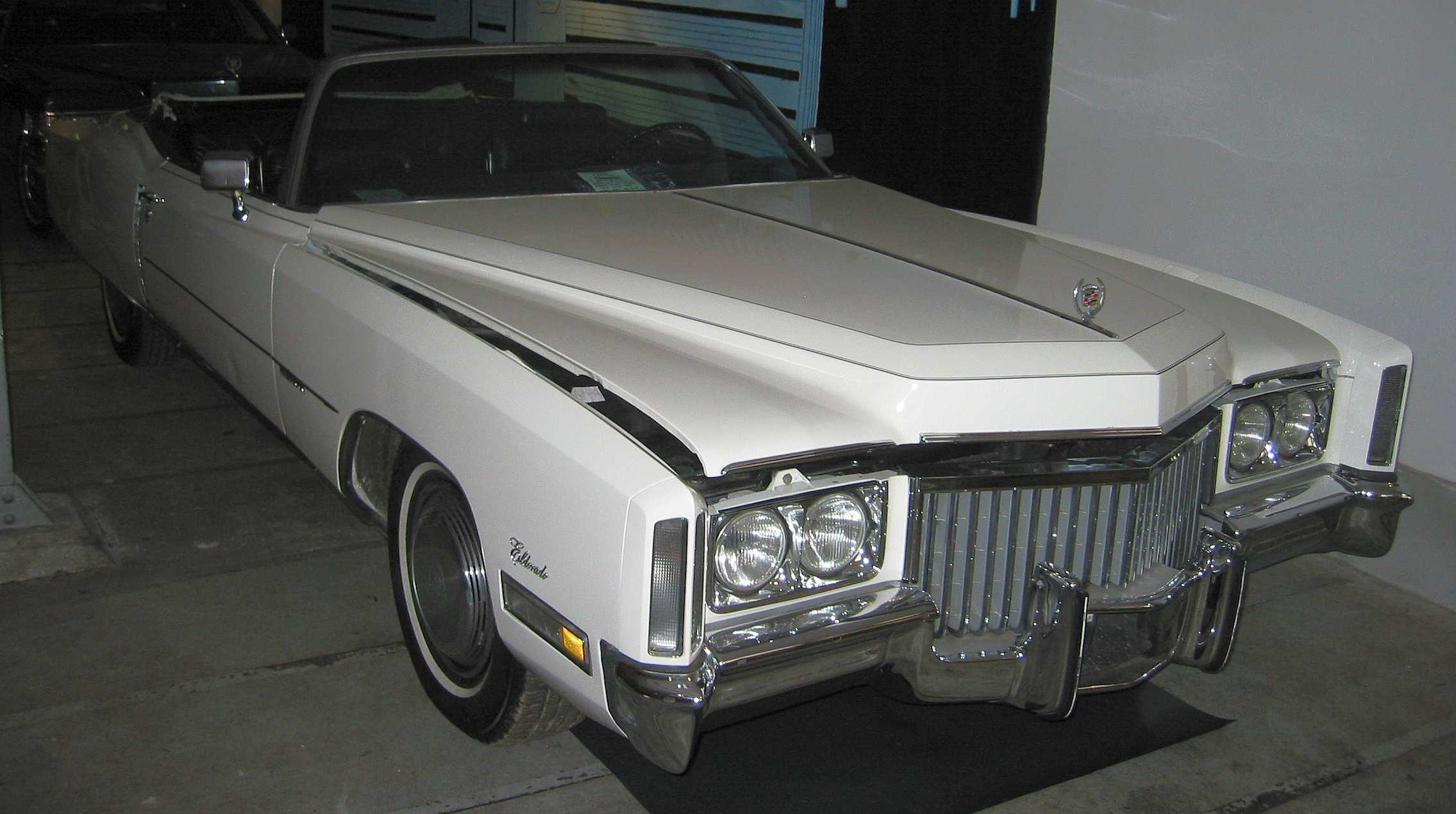
Cadillac von 1972

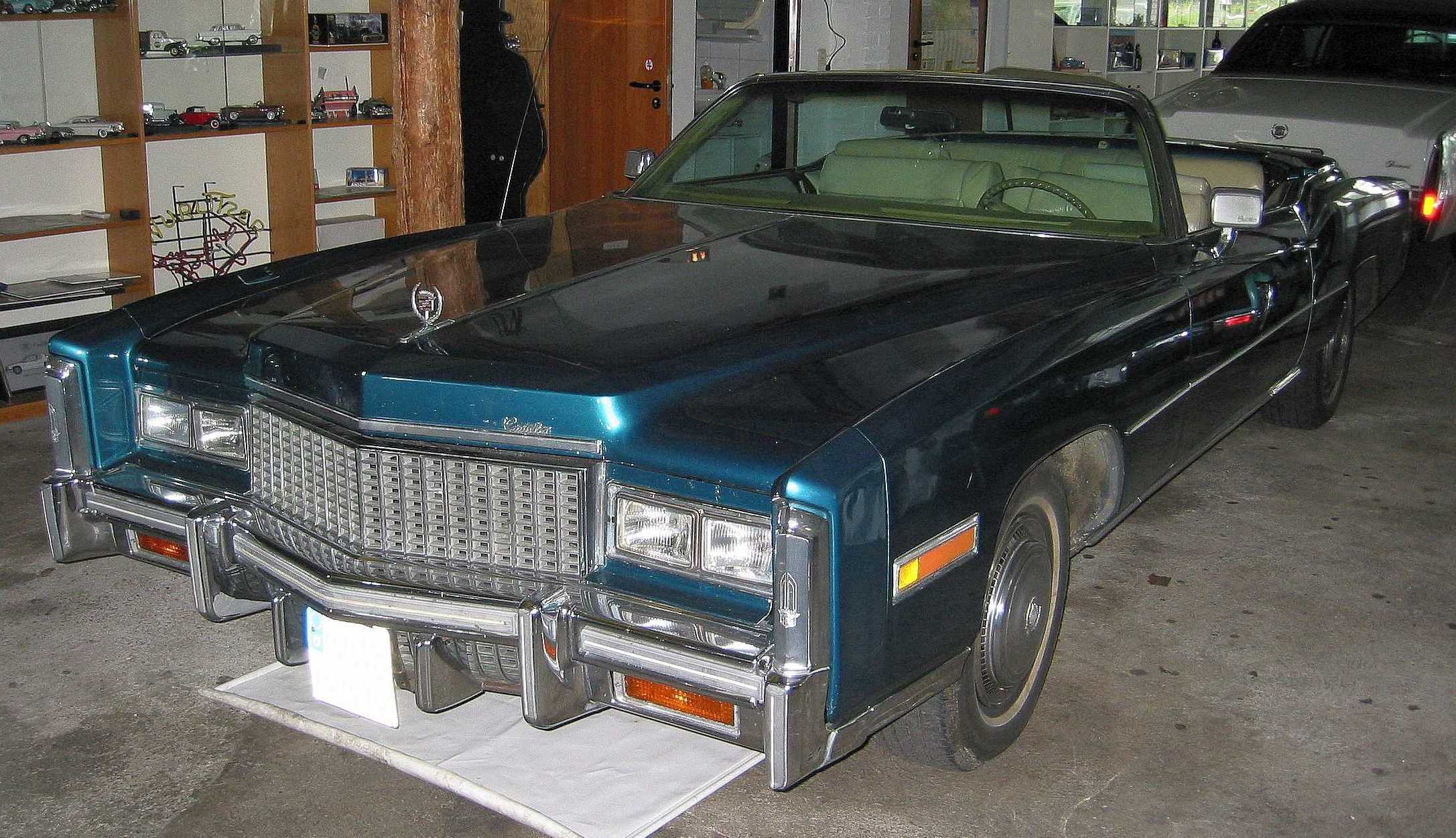
Cadillac von 1975–1976

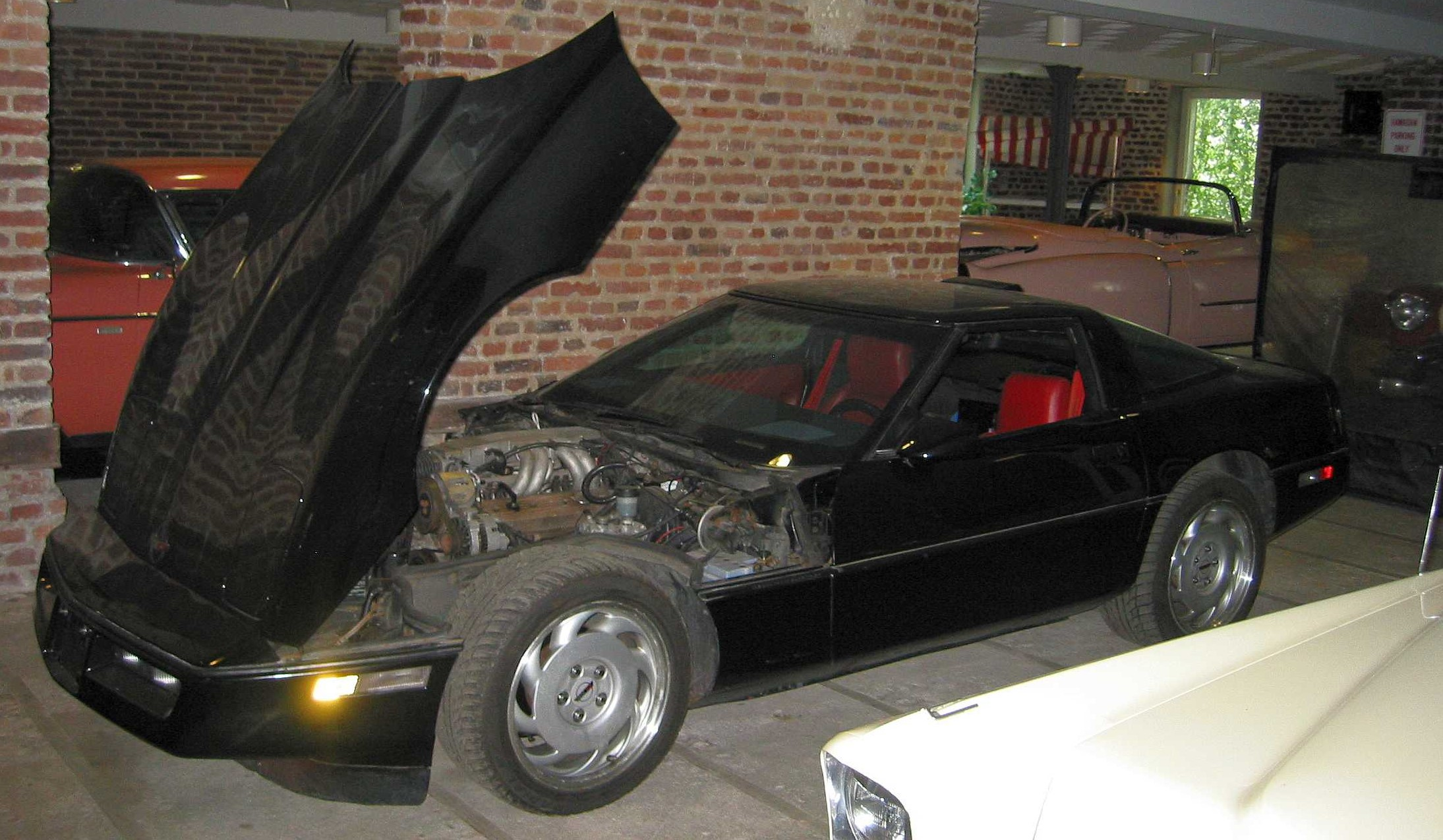
Corvette C4

Das Cadillac Museum Hachenburg war ein Automuseum in Rheinland-Pfalz.

## Geschichte
Die Betreibergesellschaft Cadillac-Museums GmbH wurde 1994 gegründet. Northdata nennt dafür die Firmierung Cadillac Museum GmbH, Ulrich Müller als Geschäftsführer und den 25. August 1994 als Datum des Gesellschaftsvertrags.
Das Museum wurde 1995 eröffnet. Zunächst war es an der Nisterstraße in Hachenburg. 1999 zog das Museum zur neuen Adresse Zur Tiefenbach 6 im selben Ort.
Es hatte täglich geöffnet; in manchen Quellen wurde vorherige Anmeldung empfohlen. Für 1995 werden die Personen Müller und Hensel genannt. 2004 war Ingo Marx einer der Ansprechpartner.
Die Betreibergesellschaft ging 2006 in Liquidation und wurde 2007 gelöscht. Das Museum war weiterhin geöffnet.
Am 30. Juni 2022 schloss das Museum.

## Ausstellungsgegenstände
Hauptsächlich wurden alte Cadillac-Fahrzeuge gezeigt. Der Schwerpunkt lag auf den 1950er, 1960er und 1970er Jahren. Zur Anzahl gibt es unterschiedliche Angaben: 20, 25 bis 30, 30 bis 70, über 50 oder 70.
Bekannt sind Cadillac Brougham, DeVille, Eldorado und Fleetwood, aber auch Buick Roadmaster, Chevrolet Corvair, Corvette, Ford Thunderbird, Nash Metropolitan, Oldsmobile Super 88, Pontiac LeMans und Rolls-Royce Silver Shadow.
Durch Ankauf weiterer Fahrzeuge und Verkauf vorhandener Fahrzeuge änderte sich die Ausstellung häufig.